# Église Saint-Laurent de Grivy-Loisy
L'église Saint-Laurent est une église fortifiée du XVe siècle, lieu de refuge des villageois dans les époques troublées, située à Grivy-Loisy, en France. Le portail, postérieur, est de style Renaissance.

## Description
L'église servait de lieu de refuge en cas d'attaque. La petite tour rectangulaire septentrionale permettait d'accéder par un escalier étroit aux combles, au-dessus du bras nord du transept, du chœur, puis du transept sud, ou encore le long des collatéraux. Et pour les plus acrobates, au-dessus de la nef, et son toit en carène, malgré l'obstacle de la charpente supportant le clocher. Quelques meurtrières complétaient le dispositif défensif en offrant également un point de vue sur les environs.
Le portail occidental, postérieur à la construction du reste de l'église, comprend deux contreforts à pinacle. Entre ces deux contreforts, une ogive à voussure unique, encadre une double porte. Cette façade a été ornée, postérieurement à la construction du reste de l'église, de sculptures d'un style Renaissance avec un tympan comprenant quatre coquilles surmontant quatre têtes en médaillon : un évêque, des dames et un homme d'armes. Au centre du portail, une colonne et un dais ont perdu leur statue. Une rose de style flamboyant surplombe cet ensemble.
Des canonnières formant un huit couché sont disposées de part et d'autre du portail.
À l'intérieur, un autel est consacré à la sainte Vierge, un deuxième à saint Laurent et un troisième à saint Nicolas. Un retable évoque le martyre de saint Laurent. une grande Vierge du XVIIe siècle et un saint Roch en bois entourent les fonts baptismaux.
Un graffiti en latin gravé dans les moellons de craie de la basse-nef méridionale a du servir d'épitaphe :

« Enveloppé par la terre glacée

Je suis privé de la lumière du jour.

Ma chair est consumée et mes os sont dénudés.

Honteusement dépouillé de ses chairs, mon cadavre

Est là pareil à la poussière.

Une corruption fétide l'a dissout,

N'en laissant que des restes informes »

— Traduction d'Henri Vincent

## Localisation
L'église est située sur la commune de Grivy-Loisy, dans le département français des Ardennes.

## Historique
Une précédente église, dont le patron était déjà saint Laurent, existait au XIIe siècle, dépendante de l'archevêque de Reims. Elle fut donnée par l'archevêque Samson de Mauvoisin à l'abbé et aux religieux de saint-Denis. 
L'église fut rebâtie au XVe siècle, toujours placée sous le patronage de saint Laurent,. Elle a été conçue pour servir également de lieu de refuge aux villageois.
Le portail est de la fin du XVIe siècle. Un prieuré était adossé à l'église.
L'édifice est classé au titre des monuments historiques en 1946.